# Mesures extremes
Mesures extremes (títol original en islandès, Eiðurinn) és una pel·lícula de thriller islandesa del 2016 escrita per Ólafur Egill Egilsson, i coescrita i dirigida per Baltasar Kormákur, que també interpreta el paper principal. Es va projectar a la secció Presentacions especials del Festival Internacional de Cinema de Toronto de 2016. Va ser la pel·lícula més popular als cinemes islandesos el 2016. S'ha doblat i subtitulat al català.

## Repartiment
- Baltasar Kormákur com a Finnur
- Hera Hilmar com a Anna
- Gísli Örn Garðarsson com a Óttar
- Ingvar Eggert Sigurðsson com a Halldór
- Þorsteinn Bachmann com a Ragnar